# Witzinah
Witzinah (también conocido como Uitzinah o Uitziná) es un antiguo yacimiento arqueológico de la cultura maya ubicado en el municipio de Peto al sur del estado de Yucatán en México. Witzinah pertenece a la región maya de los Chenes en el cono sur de Yucatán, su desarrollo se inició durante el periodo clásico y su mayor apogeo fue durante el clásico tardío.

## Arquitectura
Dentro del sitio arqueológico de Witzinah se han identificado más de 50 estructuras de carácter ceremonial y habitacional distribuidas alrededor de plazas y patios amplios, la arquitectura de sus construcciones pertenece al estilo arquitectónico de la región de los Chenes aunque también se han identificado rasgos del estilo Río Bec, en el núcleo central se ubica el edificio principal del sitio el cual es un gran basamento piramidal con una planta arquitectónica de 35 metros que alcanza una altura de 14 metros.
Los estudios arqueológicos realizados en la pirámide principal de Witzinah han logrado identificar que las piedras con las que fueron construidas las estructuras y edificios de Witzinah fueron colocadas utilizando un mortero derivado del caucho natural dando como resultado un material adhesivo semejante al cemento o al yeso que le ha brindado una gran resistencia a las edificaciones hasta la actualidad. La fuente de extracción del caucho para los antiguos constructores mayas eran los arboles locales de hule (castilla elastica).